# عربة فيتون

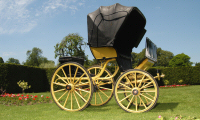

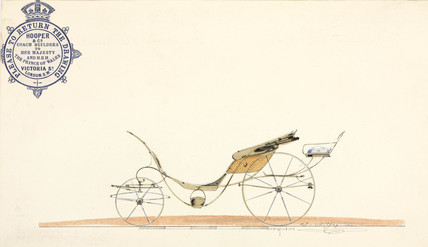

الفَيْتُون شكلٌ من أشكال العربة الرياضية المفتوحة الشائعة في أواخر القرن الثامن عشر وأوائل القرن التاسع عشر. يجرها حصان أو اثنين وتتميز بجسم خفيف للغاية فوق أربع عجلات ضخمة. أخذت اسمها فَيثون الأسطوري بن هيليوس الذي أوشك على إشعال النار في الأرض أثناء محاولته قيادة عربة الشمس، فمعقاعدها المفتوحة تجعل الصعود والنزول سريعًا وخطرًا أحيانًا، وهذا وجه الشبه.
اعتمد المصطلح للإشارة إلى سيارات الجولات المفتوحة بعد ظهور السيارات والتي أشير إليها باسم ذات هيكل فيتون.